# Велица
Велица — река в Смоленской области России в Духовщинском районе. Левый приток Царевича.
По разным данным длина реки оценивается от 28 до 34 км, площадь водосборного бассейна — от 78 до 128 км². Исток восточнее деревни Клячино Духовщинского района на Духовщинской возвышенности. Направление течения: юго-восток, затем юг. Устье напротив деревни Жатомля Духовщинского района.